# موريس فافر
موريس فافر (بالفرنسية: Maurice Favre)‏ هو طبيب الجلد ‏ فرنسي، ولد في 18 مايو 1876 في Les Rousses ‏ في فرنسا، وتوفي في 20 ديسمبر 1954 في ليون في فرنسا.